# Zespół Weavera
Zespół Weavera (ang. Weaver syndrome, Weaver-Williams syndrome, Weaver-Smith syndrome) – rzadki zespół wad wrodzonych, opisany po raz pierwszy przez Davida D. Weavera i wsp. w 1974 roku. Charakteryzują go przyspieszony wzrost w okresie postnatalnym, szczególna dysmorfia twarzy i malformacje kostne. Fenotyp zespołu Weavera przypomina zespół Sotosa; stwierdzono, że w niewielkiej części przypadków jest też spowodowany mutacjami w genie powodującym zespół Sotosa, NSD1.